# Gran Premio motociclistico di San Marino e della Riviera di Rimini 2021
Il Gran Premio motociclistico di San Marino e della Riviera di Rimini 2021 è stato la quattordicesima prova su diciotto del motomondiale 2021, disputato il 19 settembre sul Misano World Circuit Marco Simoncelli. Le vittorie nelle quattro classi sono andate rispettivamente a: Francesco Bagnaia in MotoGP, Raúl Fernández in Moto2, a Dennis Foggia in Moto3, a Jordi Torres e Matteo Ferrari in MotoE. Con i risultati ottenuti in questo Gran Premio Jordi Torres si è laureato per la seconda volta consecutiva campione del mondo della classe MotoE.

## MotoGP
Da questo Gran Premio, Franco Morbidelli viene promosso a pilota della squadra ufficiale Monster Energy Yamaha, andando ad affiancare Fabio Quartararo; contestualmente, il posto di Morbidelli nel team satellite Petronas Yamaha SRT viene preso da Andrea Dovizioso, che torna a gareggiare in classe regina dopo vari mesi sabbatici. Michele Pirro e Stefan Bradl, collaudatori rispettivamente di Ducati e Honda, prendono parte alla gara in qualità di wild card.

### Arrivati al traguardo
| Pos. | Nº | Pilota            | Squadra                     | Motocicletta       | Giri | Tempo     | Griglia | Punti |
| ---- | -- | ----------------- | --------------------------- | ------------------ | ---- | --------- | ------- | ----- |
| 1º   | 63 | Francesco Bagnaia | Ducati Lenovo               | Ducati Desmosedici | 27   | 41'48.305 | 1º      | 25    |
| 2º   | 20 | Fabio Quartararo  | Monster Energy Yamaha       | Yamaha YZR-M1      | 27   | +0.364    | 3º      | 20    |
| 3º   | 23 | Enea Bastianini   | Avintia Esponsorama         | Ducati Desmosedici | 27   | +4.789    | 12º     | 16    |
| 4º   | 93 | Marc Márquez      | Repsol Honda                | Honda RC213V       | 27   | +10.245   | 7º      | 13    |
| 5º   | 43 | Jack Miller       | Ducati Lenovo               | Ducati Desmosedici | 27   | +10.469   | 2º      | 11    |
| 6º   | 36 | Joan Mir          | Suzuki Ecstar               | Suzuki GSX-RR      | 27   | +10.325   | 11º     | 10    |
| 7º   | 44 | Pol Espargaró     | Repsol Honda                | Honda RC213V       | 27   | +13.234   | 6º      | 9     |
| 8º   | 41 | Aleix Espargaró   | Aprilia Racing Team Gresini | Aprilia RS-GP      | 27   | +15.698   | 8º      | 8     |
| 9º   | 33 | Brad Binder       | Red Bull KTM Factory Racing | KTM RC16           | 27   | +16.129   | 17º     | 7     |
| 10º  | 30 | Takaaki Nakagami  | LCR Honda Idemitsu          | Honda RC213V       | 27   | +18.519   | 13º     | 6     |
| 11º  | 51 | Michele Pirro     | Ducati Lenovo               | Ducati Desmosedici | 27   | +20.373   | 14°     | 5     |
| 12º  | 5  | Johann Zarco      | Pramac Racing               | Ducati Desmosedici | 27   | +21.066   | 5º      | 4     |
| 13º  | 12 | Maverick Viñales  | Aprilia Racing Team Gresini | Aprilia RS-GP      | 27   | +21.258   | 10º     | 3     |
| 14º  | 6  | Stefan Bradl      | Honda HRC                   | Honda RC213V       | 27   | +28.142   | 18°     | 2     |
| 15º  | 73 | Álex Márquez      | LCR Honda Castrol           | Honda RC213V       | 27   | +30.686   | 19°     | 1     |
| 16º  | 9  | Danilo Petrucci   | Tech 3 KTM Factory Racing   | KTM RC16           | 27   | +32.654   | 22º     |       |
| 17º  | 46 | Valentino Rossi   | Petronas Yamaha SRT         | Yamaha YZR-M1      | 27   | +33.853   | 23º     |       |
| 18º  | 21 | Franco Morbidelli | Monster Energy Yamaha       | Yamaha YZR-M1      | 27   | +36.272   | 16º     |       |
| 19º  | 10 | Luca Marini       | SKY VR46 Avintia            | Ducati Desmosedici | 27   | +36.839   | 15º     |       |
| 20º  | 88 | Miguel Oliveira   | Red Bull KTM Factory Racing | KTM RC16           | 27   | +37.202   | 21º     |       |
| 21º  | 4  | Andrea Dovizioso  | Petronas Yamaha SRT         | Yamaha YZR-M1      | 27   | +42.587   | 24°     |       |

### Ritirati
| Nº | Pilota       | Squadra                   | Motocicletta       | Giri | Griglia |
| -- | ------------ | ------------------------- | ------------------ | ---- | ------- |
| 42 | Álex Rins    | Suzuki Ecstar             | Suzuki GSX-RR      | 17   | 9°      |
| 27 | Iker Lecuona | Tech 3 KTM Factory Racing | KTM RC16           | 14   | 20°     |
| 89 | Jorge Martín | Pramac Racing             | Ducati Desmosedici | 10   | 4°      |

## Moto2

### Arrivati al traguardo
| Pos. | Nº | Pilota                | Squadra                  | Motocicletta | Giri | Tempo     | Griglia | Punti |
| ---- | -- | --------------------- | ------------------------ | ------------ | ---- | --------- | ------- | ----- |
| 1º   | 25 | Raúl Fernández        | Red Bull KTM Ajo         | Kalex        | 25   | 40'40.563 | 1º      | 25    |
| 2º   | 87 | Remy Gardner          | Red Bull KTM Ajo         | Kalex        | 25   | +0.402    | 4º      | 20    |
| 3º   | 44 | Arón Canet            | Inde Aspar               | Boscoscuro   | 25   | +0.569    | 5º      | 16    |
| 4º   | 22 | Sam Lowes             | Elf Marc VDS Racing      | Kalex        | 25   | +1.578    | 2º      | 13    |
| 5º   | 72 | Marco Bezzecchi       | SKY Racing Team VR46     | Kalex        | 25   | +4.920    | 8º      | 11    |
| 6º   | 37 | Augusto Fernández     | Elf Marc VDS Racing      | Kalex        | 25   | +5.361    | 3º      | 10    |
| 7º   | 79 | Ai Ogura              | Idemitsu Honda Team Asia | Kalex        | 25   | +6.236    | 12º     | 9     |
| 8º   | 97 | Xavi Vierge           | Petronas Sprinta Racing  | Kalex        | 25   | +7.468    | 7º      | 8     |
| 9º   | 21 | Fabio Di Giannantonio | Federal Oil Gresini      | Kalex        | 25   | +7.562    | 9º      | 7     |
| 10º  | 13 | Celestino Vietti      | SKY Racing Team VR46     | Kalex        | 25   | +13.230   | 17º     | 6     |
| 11º  | 12 | Thomas Lüthi          | Pertamina Mandalika SAG  | Kalex        | 25   | +13.230   | 14º     | 5     |
| 12º  | 23 | Marcel Schrötter      | Liqui Moly Intact GP     | Kalex        | 25   | +16.172   | 13º     | 4     |
| 13º  | 9  | Jorge Navarro         | +EGO Speed Up            | Boscoscuro   | 25   | +20.234   | 6º      | 3     |
| 14º  | 42 | Marcos Ramírez        | American Racing          | Kalex        | 25   | +22.819   | 23º     | 2     |
| 15º  | 14 | Tony Arbolino         | Liqui Moly Intact GP     | Kalex        | 25   | +23.015   | 22º     | 1     |
| 16º  | 62 | Stefano Manzi         | Flexbox HP40             | Kalex        | 25   | +26.152   | 16º     |       |
| 17º  | 11 | Nicolò Bulega         | Federal Oil Gresini      | Kalex        | 25   | +26.987   | 11º     |       |
| 18º  | 55 | Hafizh Syahrin        | NTS RW Racing GP         | NTS          | 25   | +27.231   | 19º     |       |
| 19º  | 96 | Jake Dixon            | Petronas Sprinta Racing  | Kalex        | 25   | +28.150   | 20º     |       |
| 20º  | 40 | Héctor Garzó          | Flexbox HP40             | Kalex        | 25   | +28.526   | 21º     |       |
| 21º  | 6  | Cameron Beaubier      | American Racing          | Kalex        | 25   | +29.864   | 28º     |       |
| 22º  | 75 | Albert Arenas         | Inde Aspar               | Boscoscuro   | 25   | +33.140   | 26º     |       |
| 23º  | 16 | Joe Roberts           | Italtrans Racing         | Kalex        | 25   | +36.098   | 15º     |       |
| 24º  | 7  | Lorenzo Baldassarri   | MV Agusta Forward Racing | MV Agusta F2 | 25   | +43.861   | 29º     |       |
| 25º  | 64 | Bo Bendsneyder        | Pertamina Mandalika SAG  | Kalex        | 25   | +47.329   | 27º     |       |

### Ritirati
| Nº | Pilota              | Squadra                  | Motocicletta | Giri | Griglia |
| -- | ------------------- | ------------------------ | ------------ | ---- | ------- |
| 35 | Somkiat Chantra     | Idemitsu Honda Team Asia | Kalex        | 22   | 18º     |
| 19 | Lorenzo Dalla Porta | Italtrans Racing         | Kalex        | 19   | 10º     |
| 70 | Barry Baltus        | NTS RW Racing GP         | NTS          | 12   | 30º     |
| 5  | Yari Montella       | +EGO Speed Up            | Boscoscuro   | 12   | 24º     |
| 24 | Simone Corsi        | MV Agusta Forward Racing | MV Agusta F2 | 2    | 25º     |

## Moto3

### Arrivati al traguardo
| Pos. | Nº | Pilota             | Squadra                     | Motocicletta  | Giri | Tempo     | Griglia | Punti |
| ---- | -- | ------------------ | --------------------------- | ------------- | ---- | --------- | ------- | ----- |
| 1º   | 7  | Dennis Foggia      | Leopard Racing              | Honda NSF250R | 23   | 39'17.002 | 2º      | 25    |
| 2º   | 23 | Niccolò Antonelli  | Avintia VR46 Academy        | KTM RC 250 GP | 23   | +0.565    | 3º      | 20    |
| 3º   | 16 | Andrea Migno       | Rivacold Snipers            | Honda NSF250R | 23   | +0.817    | 4º      | 16    |
| 4º   | 11 | Sergio García      | Gaviota GasGas Aspar        | Gas Gas       | 23   | +2.140    | 12º     | 13    |
| 5º   | 5  | Jaume Masiá        | Red Bull KTM Ajo            | KTM RC 250 GP | 23   | +3.098    | 5º      | 11    |
| 6º   | 40 | Darryn Binder      | Petronas Sprinta Racing     | Honda NSF250R | 23   | +7.633    | 14º     | 10    |
| 7º   | 37 | Pedro Acosta       | Red Bull KTM Ajo            | KTM RC 250 GP | 23   | +9.991    | 9º      | 9     |
| 8º   | 99 | Carlos Tatay       | Avintia Esponsorama         | KTM RC 250 GP | 23   | +10.184   | 10º     | 8     |
| 9º   | 82 | Stefano Nepa       | Boé Owlride                 | KTM RC 250 GP | 23   | +10.341   | 11º     | 7     |
| 10º  | 71 | Ayumu Sasaki       | Red Bull KTM Tech 3         | KTM RC 250 GP | 23   | +10.344   | 13º     | 6     |
| 11º  | 54 | Riccardo Rossi     | Boé Owlride                 | KTM RC 250 GP | 23   | +10.360   | 7º      | 5     |
| 12º  | 28 | Izan Guevara       | Gaviota GasGas Aspar        | Gas Gas       | 23   | +14.626   | 17º     | 4     |
| 13º  | 17 | John McPhee        | Petronas Sprinta Racing     | Honda NSF250R | 23   | +14.898   | 19º     | 3     |
| 14º  | 27 | Kaito Toba         | CIP Green Power             | KTM RC 250 GP | 23   | +15.019   | 18º     | 2     |
| 15º  | 24 | Tatsuki Suzuki     | SIC58 Squadra Corse         | Honda NSF250R | 23   | +15.072   | 27º     | 1     |
| 16º  | 52 | Jeremy Alcoba      | Indonesian Racing Gresini   | Honda NSF250R | 23   | +18.859   | 24º     |       |
| 17º  | 6  | Ryusei Yamanaka    | CarXpert PrüstelGP          | KTM RC 250 GP | 23   | +18.874   | 16º     |       |
| 18º  | 18 | Matteo Bertelle    | Bardahl VR46 Riders Academy | KTM RC 250 GP | 23   | +18.921   | 15º     |       |
| 19º  | 20 | Lorenzo Fellon     | SIC58 Squadra Corse         | Honda NSF250R | 23   | +19.303   | 23º     |       |
| 20º  | 31 | Adrián Fernández   | Sterilgarda Max Racing Team | Husqvarna     | 23   | +21.363   | 21º     |       |
| 21º  | 53 | Deniz Öncü         | Red Bull KTM Tech 3         | KTM RC 250 GP | 23   | +26.962   | 26º     |       |
| 22º  | 73 | Maximilian Kofler  | CIP Green Power             | KTM RC 250 GP | 23   | +30.466   | 22º     |       |
| 23º  | 67 | Alberto Surra      | Rivacold Snipers            | Honda NSF250R | 23   | +46.656   | 28º     |       |
| 24º  | 19 | Andi Farid Izdihar | Honda Team Asia             | Honda NSF250R | 23   | +53.470   | 20º     |       |

### Ritirati
| Nº | Pilota         | Squadra                     | Motocicletta  | Giri | Griglia |
| -- | -------------- | --------------------------- | ------------- | ---- | ------- |
| 12 | Filip Salač    | CarXpert PrüstelGP          | KTM RC 250 GP | 17   | 25º     |
| 43 | Xavier Artigas | Leopard Racing              | Honda NSF250R | 14   | 6º      |
| 55 | Romano Fenati  | Sterilgarda Max Racing Team | Husqvarna     | 13   | 1º      |
| 22 | Elia Bartolini | Bardahl VR46 Riders Academy | KTM RC 250 GP | 1    | 8º      |

## MotoE
Tutti i piloti sono dotati di motocicletta fornita dalla Energica.

### Gara 1

#### Arrivati al traguardo
| Pos. | Nº | Pilota             | Squadra                     | Giri | Tempo    | Griglia | Punti |
| ---- | -- | ------------------ | --------------------------- | ---- | -------- | ------- | ----- |
| 1º   | 40 | Jordi Torres       | HP Pons 40                  | 7    | 12'11.85 | 1º      | 25    |
| 2º   | 77 | Dominique Aegerter | Dynavolt Intact GP          | 7    | +0.160   | 5º      | 20    |
| 3º   | 27 | Mattia Casadei     | Ongetta SIC58 Squadracorse  | 7    | +0.405   | 4º      | 16    |
| 4º   | 11 | Matteo Ferrari     | Indonesian E-Racing Gresini | 7    | +2.786   | 6º      | 13    |
| 5º   | 71 | Miquel Pons        | LCR E-Team                  | 7    | +3.072   | 8º      | 11    |
| 6º   | 21 | Kevin Zannoni      | LCR E-Team                  | 7    | +3.095   | 9º      | 10    |
| 7º   | 54 | Fermín Aldeguer    | OpenBank Aspar              | 7    | +3.621   | 7º      | 9     |
| 8º   | 3  | Lukas Tulovic      | Tech 3 E-Racing             | 7    | +10.598  | 10º     | 8     |
| 9º   | 68 | Yonny Hernández    | Octo Pramac                 | 7    | +10.482  | 11º     | 7     |
| 10º  | 18 | Xavier Cardelús    | Avintia Esponsorama Racing  | 7    | +10.905  | 13º     | 6     |
| 11º  | 9  | Andrea Mantovani   | Indonesian E-Racing Gresini | 7    | +11.088  | 14º     | 5     |
| 12º  | 19 | Corentin Perolari  | Tech 3 E-Racing             | 7    | +16.045  | 15º     | 4     |
| 13º  | 6  | María Herrera      | OpenBank Aspar              | 7    | +17.087  | 16º     | 3     |
| 14º  | 80 | Jasper Iwema       | HP Pons 40                  | 7    | +25.402  | 17º     | 2     |
| 15º  | 14 | André Pires        | Avintia Esponsorama Racing  | 7    | +32.416  | 18º     | 1     |

#### Ritirati
| Nº | Pilota             | Squadra           | Giri | Griglia |
| -- | ------------------ | ----------------- | ---- | ------- |
| 51 | Eric Granado       | One Energy Racing | 6    | 2º      |
| 61 | Alessandro Zaccone | Octo Pramac       | 0    | 3º      |
| 78 | Hikari Ōkubo       | Avant Ajo         | 0    | 12º     |

### Gara 2

#### Arrivati al traguardo
| Pos. | Nº | Pilota             | Squadra                     | Giri | Tempo    | Griglia | Punti |
| ---- | -- | ------------------ | --------------------------- | ---- | -------- | ------- | ----- |
| 1º   | 11 | Matteo Ferrari     | Indonesian E-Racing Gresini | 8    | 13'54.14 | 5º      | 25    |
| 2º   | 27 | Mattia Casadei     | Ongetta SIC58 Squadracorse  | 8    | +0.348   | 3º      | 20    |
| 3º   | 71 | Miquel Pons        | LCR E-Team                  | 8    | +1.038   | 4º      | 16    |
| 4º   | 21 | Kevin Zannoni      | LCR E-Team                  | 8    | +3.402   | 8º      | 13    |
| 5º   | 51 | Eric Granado       | One Energy Racing           | 8    | +3.484   | 2º      | 11    |
| 6º   | 78 | Hikari Ōkubo       | Avant Ajo                   | 8    | +3.899   | 11º     | 10    |
| 7º   | 54 | Fermín Aldeguer    | OpenBank Aspar              | 8    | +7.274   | 6º      | 9     |
| 8º   | 18 | Xavier Cardelús    | Avintia Esponsorama Racing  | 8    | +11.109  | 12º     | 8     |
| 9º   | 9  | Andrea Mantovani   | Indonesian E-Racing Gresini | 8    | +10.779  | 13º     | 7     |
| 10º  | 19 | Corentin Perolari  | Tech 3 E-Racing             | 8    | +15.250  | 14º     | 6     |
| 11º  | 6  | María Herrera      | OpenBank Aspar              | 8    | +15.250  | 15º     | 5     |
| 12º  | 7  | Dominique Aegerter | Dynavolt Intact GP          | 8    | +37.830  | 4º      | 4     |
| 13º  | 40 | Jordi Torres       | HP Pons 40                  | 8    | +45.570  | 1º      | 3     |
| 14º  | 80 | Jasper Iwema       | HP Pons 40                  | 8    | +46.449  | 16º     | 2     |
| 15º  | 3  | Lukas Tulovic      | Tech 3 E-Racing             | 8    | +56.267  | 9º      | 1     |

#### Ritirato
| Nº | Pilota          | Squadra     | Giri | Griglia |
| -- | --------------- | ----------- | ---- | ------- |
| 68 | Yonny Hernández | Octo Pramac | 4    | 10º     |

#### Non partiti
| Nº | Pilota             | Squadra                    |
| -- | ------------------ | -------------------------- |
| 61 | Alessandro Zaccone | Octo Pramac                |
| 14 | André Pires        | Avintia Esponsorama Racing |